# Diptychophora ardalia
Espèce
Diptychophora ardalia est une espèce de papillons de nuit de la famille des Crambidae.

## Description
Diptychophora ardalia mesure entre 10 et 11 mm d'envergure.

## Répartition et habitat
L'espèce est décrite de la municipalité brésilienne de Morro do Chapéu, dans l'état de Bahia, où elle a été collectée à 1 400 m d'altitude.

## Taxinomie
L'espèce Diptychophora ardalia est décrite par Bernard Landry et Vitor O. Becker en 2021. L'épithète spécifique dérive du grec ardalos signifiant « sale », en référence à l'aspect poudré de marron des ailes du papillon.

### Référence biologique
- (fr + en) GBIF : Diptychophora ardalia Landry & Becker, 2021 (consulté le 6 octobre 2021)